# Bone Palace Ballet
Bone Palace Ballet ist das zweite Studioalbum der US-amerikanischen Post-Hardcore-/Alternative-Rock-Band Chiodos und erschien am 4. September 2007 weltweit über Equal Vision Records.
Der Name des Albums geht auf die 1998 veröffentlichte Gedichtssammlung des Autors Charles Bukowski zurück. Es war zudem das letzte Album der Band mit Sänger Craig Owens und Schlagzeuger Derrick Frost, die beide später im Jahr 2012 wieder in die Gruppe einstiegen.
Bone Palace Ballet entwickelte sich in den Vereinigten Staaten zu einem finanziellen Erfolg, was durch die hohe Platzierung in den nationalen Albumcharts bestätigt wurde. Bis Januar 2009 verkaufte sich das Album annähernd 200.000 mal alleine in den Staaten.
Es wurde am 26. Januar 2009 unter dem Titel Bone Palace Ballet: Grand Coda mit zusätzlichen Liedern und einer beiliegenden DVD neu aufgelegt. Im Vereinigten Königreich wurde die Neuauflage des Albums exklusiv über Warner Bros. Records als Teil eines Vertriebsdeals veröffentlicht.

## Titelliste

### Reguläres Album
| #   | Titel                                                                  | Länge | Anmerkungen                                          |
| --- | ---------------------------------------------------------------------- | ----- | ---------------------------------------------------- |
| 1.  | Is It Progression If a Cannibal Uses a Fork?                           | 3:26  | feat. Jase Korman (The Number Twelve Looks Like You) |
| 2.  | Lexington (Joey Pea-Pot with a Monkey Face)                            | 5:22  |                                                      |
| 3.  | Bulls Make Money, Bears Make Money, Pigs Get Slaughtered               | 3:28  | feat. Nick Martin (ex-Underminded) und Jase Korman   |
| 4.  | A Letter from Janelle                                                  | 3:16  |                                                      |
| 5.  | I Didn't Say I Was Powerful, I Said I Was a Wizard                     | 4:13  |                                                      |
| 6.  | Teeth the Size of Piano Keys                                           | 3:23  |                                                      |
| 7.  | Life Is a Perception of Your Own Reality                               | 3:46  |                                                      |
| 8.  | If I Cut My Hair, Hawaii Will Sink                                     | 2:23  |                                                      |
| 9.  | Intensity in Ten Cities                                                | 4:34  |                                                      |
| 10. | The Undertaker's Thirst for Revenge Is Unquenchable (The Final Battle) | 4:43  | feat. Nick Martin                                    |

### Bone Palace Ballet: Grand Coda
| #   | Titel                                                                  | Länge | Anmerkungen                                          |
| --- | ---------------------------------------------------------------------- | ----- | ---------------------------------------------------- |
| 1.  | Two Birds Stoned at Once                                               | 2:52  | Bonuslied                                            |
| 2.  | Is It Progression If a Cannibal Uses a Fork?                           | 3:26  | feat. Jase Korman (The Number Twelve Looks Like You) |
| 3.  | Lexington (Joey Pea-Pot with a Monkey Face)                            | 5:22  |                                                      |
| 4.  | Bulls Make Money, Bears Make Money, Pigs Get Slaughtered               | 3:28  | feat. Nick Martin (ex-Underminded) und Jase Korman   |
| 5.  | A Letter from Janelle                                                  | 3:16  |                                                      |
| 6.  | I Didn't Say I Was Powerful, I Said I Was a Wizard                     | 4:13  |                                                      |
| 7.  | …And Then the Liver Screamed "Help!"                                   | 2:43  | Bonuslied                                            |
| 8.  | We Swam from Albatross, the Day We Lost Kailey Cost                    | 4:30  | Bonuslied                                            |
| 9.  | Life Is a Perception of Your Own Reality                               | 3:46  |                                                      |
| 10. | If I Cut My Hair, Hawaii Will Sink                                     | 2:23  |                                                      |
| 11. | Smitten for the Mitten                                                 | 3:14  | Bonuslied                                            |
| 12. | Intensity in Ten Cities                                                | 4:34  |                                                      |
| 13. | The Undertaker's Thirst for Revenge Is Unquenchable (The Final Battle) | 4:43  | feat. Nick Martin                                    |
| 14. | I Didn't Say I Was Powerful, I Said I Was a Wizard                     | 3:17  | Akustikversion                                       |
| 15. | A Letter from Janelle                                                  | 3:38  | Akustikversion                                       |

## Erfolg
Bone Palace Ballet entwickelte sich zu einem finanziellen Erfolg sowohl für die Band als auch für ihr Label Equal Vision Records. In der ersten Verkaufswoche konnten insgesamt 39.000 Kopien des Albums verkauft werden, was Platz 5 in den US-amerikanischen Albumcharts bedeutete. In den Charts konnte sich das Album insgesamt sieben Wochen lang halten, ehe es diese wieder verließ. Im Januar 2009 wurde bekannt, dass sich das Album annähernd 200.000 mal alleine in den Staaten verkauft habe, wodurch es das kommerziell erfolgreichste Album der Band darstellt.

## Kritiken
Thomas Eberhardt vom Ox-Fanzine schreibt, dass die Gruppe sich einiges habe einfallen lassen, da die Konkurrenten und die hohen Ansprüche als Musiker niemals schliefen. So zeige Lexington (Joey Tea-Pot With A Monkey Face) mitsamt Blasorchester, Stakkato-Riffing und den fallenden Halbtonschritten Anklänge an Tragic Kingdom von Depeche Mode, wohingegen die Produktion im Lied Bulls Make Money, Bears Make Money, Pigs Get Slaughtered die Metal-Elemente bewusst leiser gestellt habe. Er beschreibt die musikalische Entwicklung der Band zwar als beachtlich aber auch als zu schnell und ungesund.
Tristan Staddon vom US-amerikanischen Alternative Press bezeichnet das Album als ein postmodernes Kunstwerk der Musik. Lexington (Joey Tea-Pot With A Monkey Face) werden Einflüsse aus dem Piano-Pop und Ragtime zugesprochen. Der Klang der Band auf dem Album wird als melodramatisch und bombastisch beschrieben. Der Kritiker ist der Meinung, dass Bulls Make Money, Bears Make Money, Pigs Get Slaughtered eine Mischung aus My Chemical Romance und Between the Buried and Me darstelle.